# 三国鼎立
三国鼎立 （208年-263年）是指中国东汉末年曹魏、蜀汉、东吴三国对峙的局面。

## 历史
208年（汉献帝建安十三年）的赤壁之战，曹操南侵失敗，奠定了三国鼎立的局面。从此，曹操对孙权、刘备采取以防御为主的方针。同时，曹操致力于整顿内部，巩固后方。211年（汉献帝建安十六年），曹操进军关中，先平定了关中的割据势力，又奪取了凉州。215年（汉献帝建安二十年），曹操进攻汉中，张鲁战败投降 。
赤壁之战后，刘备出兵长沙、零陵、武陵、桂阳四郡，随后经孙权确認外，又向他借得南郡（不包括被曹操占领的襄阳等地），得以管理荆州大部份地區。211年至214年，刘备打败刘璋，占领益州。219年（汉献帝建安二十四年），刘备又夺取了汉中。同时，镇守荆州的刘备部将关羽进攻襄樊，大败曹军，威震北方。这时，刘备的势力发展到顶峰。 
与此同时，孙权一方面同曹操争夺荆州和江淮地区，另一方面又招抚了占据广、交的地方势力；期间与刘备曾因荆州起冲突，夺取长沙、桂阳后恢复联盟。但关羽在荆州的发展仍然引起了东吴的不安，于是孙权与曹操结盟，派吕蒙袭杀关羽，把刘备的势力完全逐出荆州。至此，三国鼎立的局面完全形成。
220年（汉献帝建安二十五年），曹操死，其子曹丕篡汉献帝，自立为帝，国号魏，都洛阳，史称“曹魏”。
221年，刘备在蜀称帝，定都成都，国号仍是汉，史称“蜀汉”。222年，刘备以替关羽报仇为名，倾全国兵力东攻孙权，双方战于夷陵猇亭（湖北宜都北），是为夷陵之战，刘备全军覆没，退回白帝城（四川奉节）。期间，孙权为免两线作战，对曹丕称臣，受封吴王，加九锡。夷陵之战后，刘备与孙权恢复外交往来。不久，刘备崩，其子刘禅即位，诸葛亮辅政。
222年，孙权自建年号黄武与曹魏决裂，因为孙权为吴王，国号仍是吴，与蜀汉恢复联盟共同对抗曹魏，229年正式称帝，定都建业（江苏南京），国号吴，史称“东吴”或“孙吴”，偏安江南。三国局面正式形成。
237年，公孫淵在遼東称王，国号燕，不久為曹魏所滅。263年，蜀漢為曹魏滅亡，結束三國鼎立。